# Cruz de Honra das Mães Alemãs
Cruz de Honra das Mães Alemãs (alemão: Ehrenkreuz der deutschen Mutter ou Mutterkreuz) foi uma condecoração da Alemanha Nazista criada em 16 de dezembro de 1938 por iniciativa de Adolf Hitler, após indicação do médico Gerhard Wagner, chefe da Seção de Saúde Pública do Partido Nazista. O prêmio era destinado às mães consideradas racialmente arianas puras e possuidoras de no mínimo quatro filhos. Uma mãe poderia receber a condecoração nas classes de bronze, prata ou ouro, dependendo da quantidade de filhos que gerara. Mulheres das regiões anexadas pelo Terceiro Reich (como a Áustria e Danzigue) também eram elegíveis à premiação.
O prêmio fazia parte de uma fase de preparação para a guerra e retomada do crescimento populacional alemão, e entre os pré-requisitos da condecoração estava o arianismo

## A Cruz
O pingente em forma de cruz dado no prêmio foi desenhado por Franz Berberich, e era composto da seguinte forma: uma cruz esmaltada com finas bordas brancas, com uma suástica preta ao centro, sobrepondo um círculo branco, cuja borda do círculo será de ouro, prata ou bronze (dependendo da classe), e contendo a inscrição em preto: "A Mãe Alemã". O círculo com a inscrição e a suástica estará sobreposto à uma estrela partida e gironada cuja cor será também determinada pela classe do prêmio (ouro, prata ou bronze). O pingente será pendurado à uma fita azul e branca para ser usado ao redor do pescoço.

### Uso do pingente
As mulheres agraciadas com o prêmio não podiam usá-los no dia-a-dia, com roupas comuns ou sujas, sendo permitido seu uso apenas em seções solenes e com vestes formais.

## Classes
O prêmio era dividido em três classes:
- 1ª Classe: Cruz de Ouro = elegível para mães com no mínimo oito filhos;
- 2ª Classe: Cruz de Prata = elegível para mães com no mínimo seis filhos;
- 3ª Classe: Cruz de Bronze = elegível para mães com no mínimo quatro filhos.

## Agraciados
Para ser agraciada com o prêmio, a mulher deveria comprovar sua raça ariana pura, a hereditariedade racial de seus filhos, bem como ter mais de quatro filhos para ajudar na construção do futuro do país. A concessão do prêmio, também serviu para o resgate da idolatria e valorização do espírito maternal na Alemanha, mostrando que o papel da mulher naquele Estado era de primordial importância para o futuro da raça ariana e do Reich.
Louise Weidenfeller foi a primeira mulher a receber o prêmio, em 21 de maio de 1939. Ainda em 1939, mais de três milhões de mulheres seriam agraciadas com a Mutterkreuz, entre elas Magda Goebbels. Em 1941, o número de agraciadas chegava a casa dos 4,7 milhões de mulheres.

### Magda Goebbels
Magda Goebbels, esposa do Ministro da Propaganda do Reich, Joseph Goebbels, foi uma das primeiras vencedoras do prêmio Mutterkreuz, sendo a mais famosa de todas.
Loira, alta e de olhos azuis, Magda era tida como a ariana perfeita e a esposa ideal. Aos 38 anos ela já havia dado à luz a sete filhos para o futuro da Alemanha - um no primeiro casamento com um empresário alemão, e seis no segundo casamento, com Goebbels -; além disso, Magda era um dos membros mais fiéis do Partido Nazista.
Como Hitler nunca expôs sua vida conjugal, Magda era tida, extraoficialmente, como a "primeira-dama" do país, o exemplo de mulher ariana. Ironicamente, já no fim da Guerra, a "mãe das mães alemãs" ficaria famosa por envenenar e matar os seis filhos que teve com Goebbels no bunker de Hitler.